# Championnat d'Italie de football de deuxième division 1981-1982
Navigation
Édition précédente Édition suivante
La saison 1981-1982 de Serie B, organisée par la Lega Calcio pour la trente-sixième fois, est la 50e édition du championnat de deuxième division en Italie. Les trois premiers sont promus directement en Serie A et les quatre derniers sont relégués en Serie C.
À l'issue de la saison, le Hellas Vérone termine à la première place et monte en Serie A 1982-1983 (1re division), accompagné par le vice-champion, l'UC Sampdoria  et le troisième SC Pise.

## Compétition
Le classement est établi sur le barème de points suivant :
- Victoire : 2 points
- Match nul : 1 points
- Défaite, forfait ou abandon du match : 0 point

La différence de buts départage les égalités de points dans la zone de relégation uniquement. 

### Classement
| Rang | Équipe              | Pts | J  | G  | N  | P  | Bp | Bc | Diff |
| ---- | ------------------- | --- | -- | -- | -- | -- | -- | -- | ---- |
| 1    | Hellas Vérone       | 48  | 38 | 17 | 14 | 7  | 49 | 31 | +18  |
| 2    | UC Sampdoria        | 47  | 38 | 17 | 13 | 8  | 41 | 25 | +16  |
| 3    | SC Pise             | 47  | 38 | 12 | 23 | 3  | 47 | 26 | +21  |
| 4    | Varèse Calcio       | 45  | 38 | 15 | 15 | 8  | 42 | 30 | +12  |
| 5    | AS Bari             | 45  | 38 | 15 | 15 | 8  | 47 | 33 | +14  |
| 6    | AC Perugia R        | 42  | 38 | 16 | 10 | 12 | 37 | 26 | +11  |
| 7    | Palerme             | 42  | 38 | 15 | 12 | 11 | 52 | 42 | +10  |
| 8    | SS Sambenedettese P | 38  | 38 | 11 | 16 | 11 | 38 | 33 | +5   |
| 9    | Calcio Catane       | 38  | 38 | 11 | 16 | 11 | 38 | 41 | -3   |
| 10   | US Cremonese P      | 37  | 38 | 11 | 15 | 12 | 36 | 39 | -3   |
| 11   | Lazio Rome          | 37  | 38 | 11 | 15 | 12 | 38 | 35 | +3   |
| 12   | AC Reggiana P       | 37  | 38 | 8  | 21 | 9  | 31 | 36 | -5   |
| 13   | US Lecce            | 37  | 38 | 10 | 17 | 11 | 30 | 35 | -5   |
| 14   | US Foggia           | 36  | 38 | 11 | 14 | 13 | 30 | 37 | -7   |
| 15   | US Pistoiese R      | 36  | 38 | 9  | 18 | 11 | 31 | 38 | -7   |
| 16   | SS Cavese P         | 36  | 38 | 11 | 14 | 13 | 28 | 35 | -7   |
| 17   | Rimini Calcio       | 36  | 38 | 11 | 14 | 13 | 39 | 45 | -6   |
| 18   | Brescia Calcio R    | 31  | 38 | 8  | 15 | 15 | 27 | 40 | -13  |
| 19   | S.P.A.L.            | 28  | 38 | 6  | 16 | 16 | 26 | 43 | -17  |
| 20   | Pescara Calcio      | 17  | 38 | 4  | 9  | 25 | 20 | 57 | -37  |

|  | Promotion en Serie A                        |
|  | Relégation en Serie C                       |
|  | P : Promu de Serie C R : Relégué de Serie A |